# Franz Kemser
Franz Kemser (n. 11 noiembrie 1910, Garmisch-Partenkirchen, Regatul Bavariei, Germania – d. 20 ianuarie 1986, Garmisch-Partenkirchen, RFG) a fost un bober ce a reprezentat Germania, medaliat olimpic. A participat la o ediție a Jocurilor Olimpice (1952) în care a câștigat o medalie de aur.

## Participări
Lista de mai jos prezintă principalele competiții la care a participat Franz Kemser de-a lungul carierei.
- bobsleigh at the 1952 Winter Olympics – four-man[*]